# Василенко, Александр Константинович
Алекса́ндр Константи́нович Василе́нко (7 ноября 1916 — неизвестно) — советский футболист, вратарь.
Воспитанник футбола г. Константиновка. Выступал за клубы «Динамо» Ленинград (1939—1948) и «Локомотив» Москва (1949—1951). Работал администратором команд «Динамо» и «Нева», начальником команды «Трудовые резервы» (1957—1958).